# Martin van Creveld
Martin Levi van Creveld (Rotterdam, 5 marzo 1946) è uno storico israeliano, esperto di storia militare.

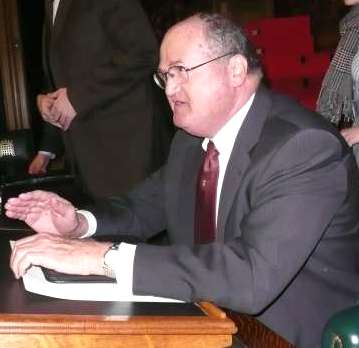
Martin van Creveld, Londra, 26 febbraio 2008

Van Creveld è nato nei Paesi Bassi, nella città di Rotterdam, ma ha vissuto in Israele fin da poco dopo la sua nascita. Ha conseguito lauree alla London School of Economics e all'Università Ebraica di Gerusalemme, dove è stato docente fino al 1971. Egli è l'autore di diciassette libri di storia militare e strategia, di cui Command in War (1985), Supplying War: Logistics from Wallenstein to Patton (1977, 2ª edizione 2004), The Transformation of War (1991),  La spada e l'ulivo: storia dell'esercito israeliano (The Sword and the Olive, 1998) e The rise and decline of the State (1999) sono tra i più conosciuti. Van Creveld ha tenuto conferenze e insegnato in quasi ogni istituto strategico, militare o civile, nel mondo occidentale, tra cui la U.S. Naval War College, più recentemente, nel dicembre 1999 e gennaio 2000.